# Gentius
Gentius (albanska: Genti, Genci; grekiska: Genthios) var illyrernas siste kung. Han regerade i Illyrien från 180 f.Kr. till 168 f.Kr.. 

## Biografi
Det rapporterades 168 f.Kr. att Gentius beordrade ett par av sina soldater att avrätta brodern Plator för att hindra honom att äkta den Teuta som var dotter till kung Monun av Dardanien. Ett sådant äktenskap skulle göra Plator starkare så att han kunde ta över Gentius rike. Plator blev avrättad och Gentius gifte sig med Teuta, men snart insåg han att han hade gjort ett stort misstag.
Han anslöt sig till Perseus av Makedonien för att förinta Romarriket och när kung Gentius revolterade mot romare och greker blev han besegrad av romarna.  Drottning Teuta och kung Gentius skickades med sina anhöriga till Iguvium i Umbrien där de blev inspärrade.
Enligt myten hade Gentius en dubbelgångare som klädde sig som kungen och som färgade sina ögonbryn som honom. Då Scodra kapitulerade inför Lucus Anitius skickades drottning Teuta och Gentius anhöriga till Rom i ett triumftåg, däribland Gentius dubbelgångare. Romarna blev förbluffade och höga män frågade vad som hänt med den riktige Gentius. När Lucus firade sin illyriska triumf i Rom, kom dubbelgångaren fram till honom och skrek så att alla skulle höra; "Jag är Gentius, kung av illyrerna". Alla romare vrålade av skratt och gjorde narr av Lucus.